# Zamek Nijō
Zamek Nijō (jap. 二条城 Nijō-jō) – zamek w Kioto, w Japonii. Należy do zespołu zabytkowego dawnego Kioto, Uji i Ōtsu wpisanego na listę światowego dziedzictwa UNESCO w 1994 roku. Jest też zaliczany do Skarbów Narodowych Japonii.

## Historia
Budowę zamku – jako swojej rezydencji – rozpoczął w 1603 roku Ieyasu Tokugawa (1543–1616), a zakończył po 23 latach jego wnuk, Iemitsu Tokugawa (1604–1651), rozbudowując o pięciopiętrową wieżę tenshu. W 1750 roku drewniana wieża spłonęła od uderzenia pioruna i nigdy nie została odbudowana .
Po upadku siogunatu Tokugawa w 1867 roku zamek był przez pewien czas używany jako pałac cesarski, a następnie został podarowany miastu i udostępniony publiczności jako miejsce historyczne. Jego budynki są prawdopodobnie najlepiej zachowanymi przykładami architektury zamkowych pałaców z epoki feudalnej Japonii.

## Funkcje
Kompleks zamkowy Nijō można podzielić na trzy obszary: honmaru (główny, centralny krąg obrony), ni-no-maru (drugi krąg) i niektóre ogrody na zewnątrz od nich. Całość jest otoczona murami i fosą.
Główna, wewnętrzna część obronna zamku, honmaru, mieściła drugi kompleks pałacowy i pięciopiętrowy donżon (tenshu). Obie konstrukcje zostały zniszczone przez pożary w XVIII wieku i nigdy nie zostały odbudowane.
Po upadku siogunatu (restauracja Meiji) cesarska rezydencja została przeniesiona z willi Katsura do zamku Nijō i pozostaje tam do dziś jako pałac Honmaru Goten.
Pałac Ni-no-maru Goten służył jako rezydencja i urząd sioguna podczas jego wizyt w Kioto. Zachowany w pierwotnej formie składa się z wielu oddzielnych pawilonów, które są połączone ze sobą korytarzami ze „słowiczymi podłogami” (uguisu-bari), które wydają ćwierkający dźwięk, gdy się po nich chodzi. Miało to na celu zapewnienie bezpieczeństwa osób przebywających wewnątrz przed różnego rodzaju intruzami. Pokoje pałacowe są pokryte tatami i mają bogato zdobione sufity i przesuwne panele fusuma.

## Galeria

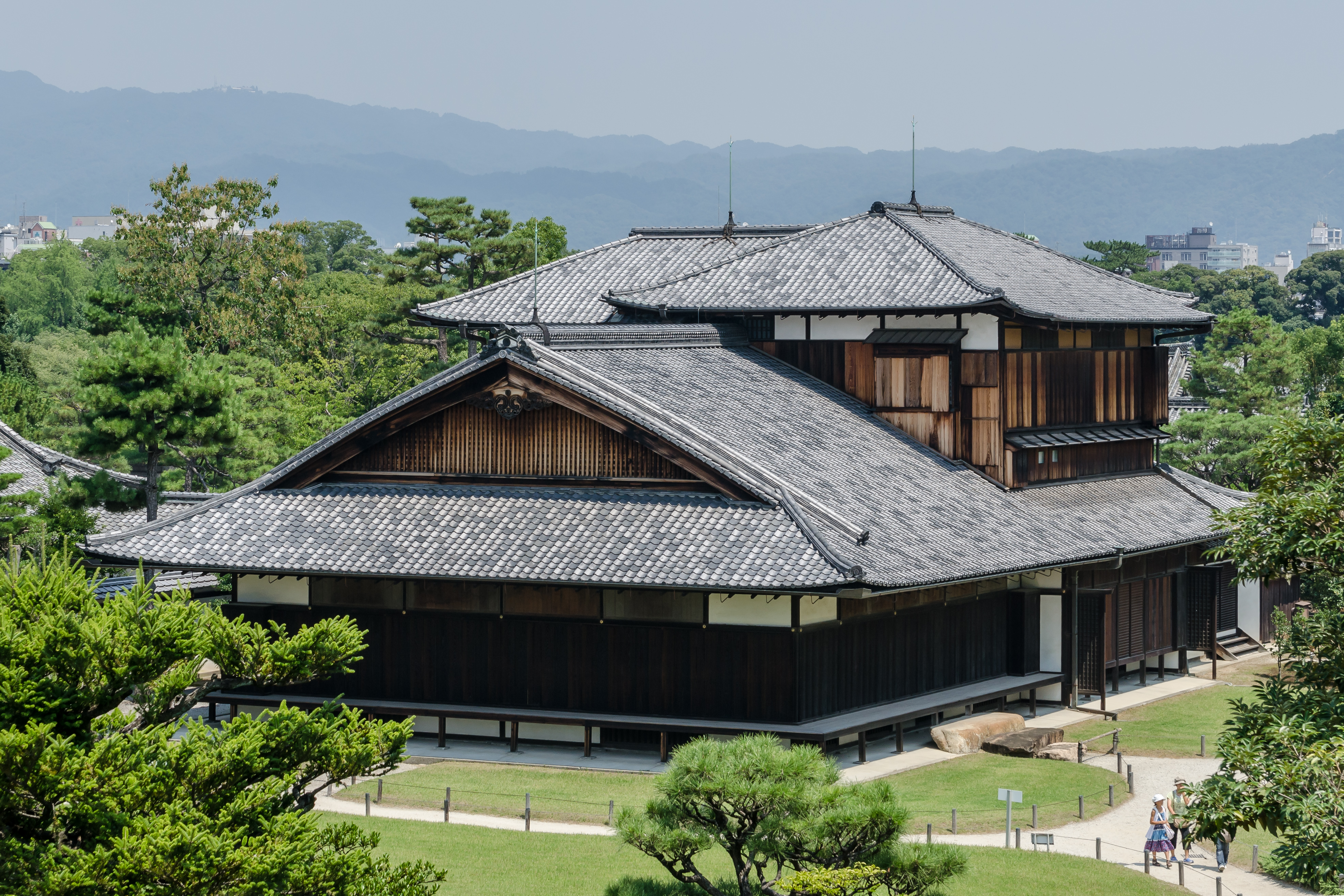
Budynek pałacu Honmaru Goten na terenie zamkowym
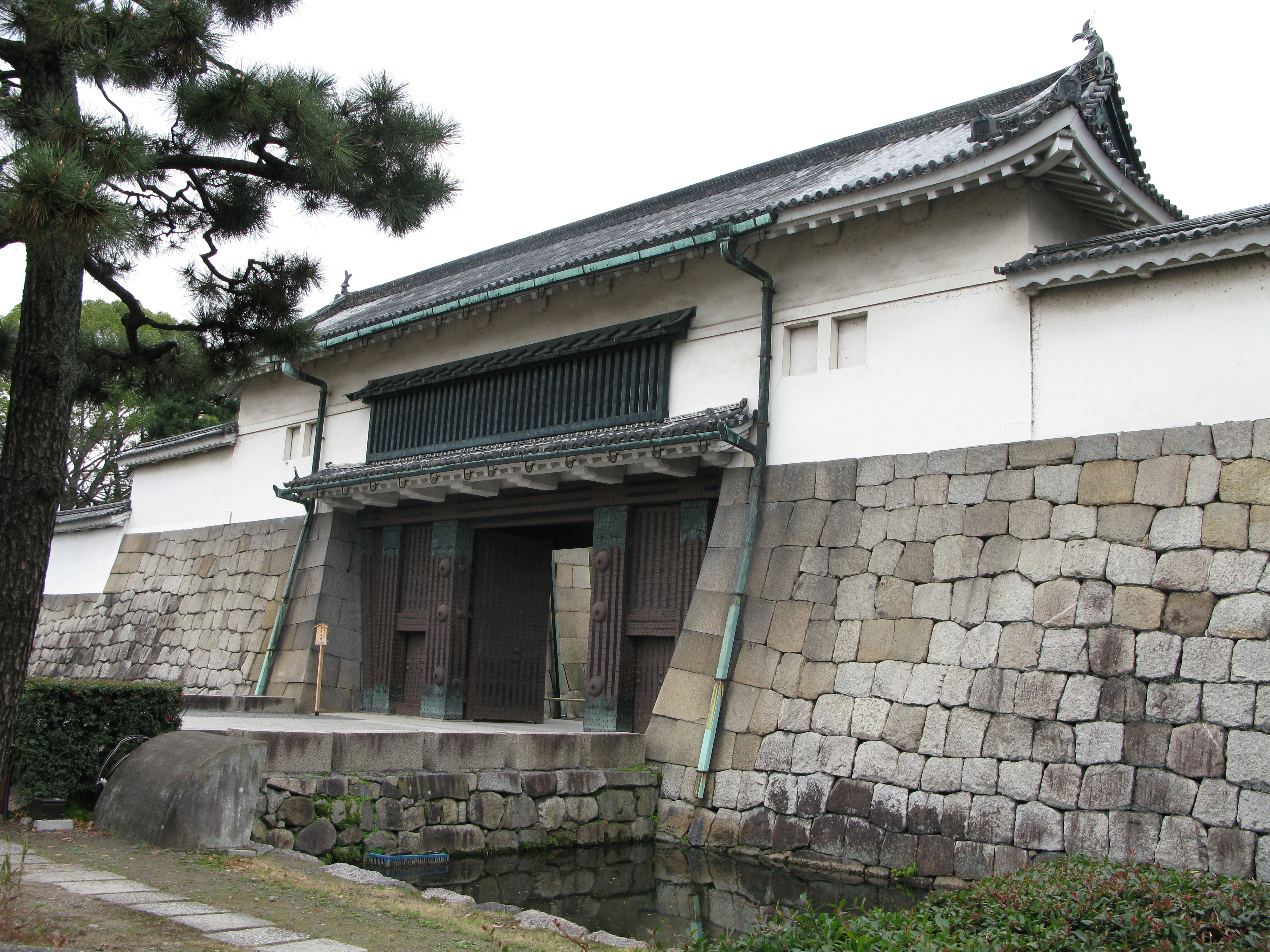
Brama Wschodnia
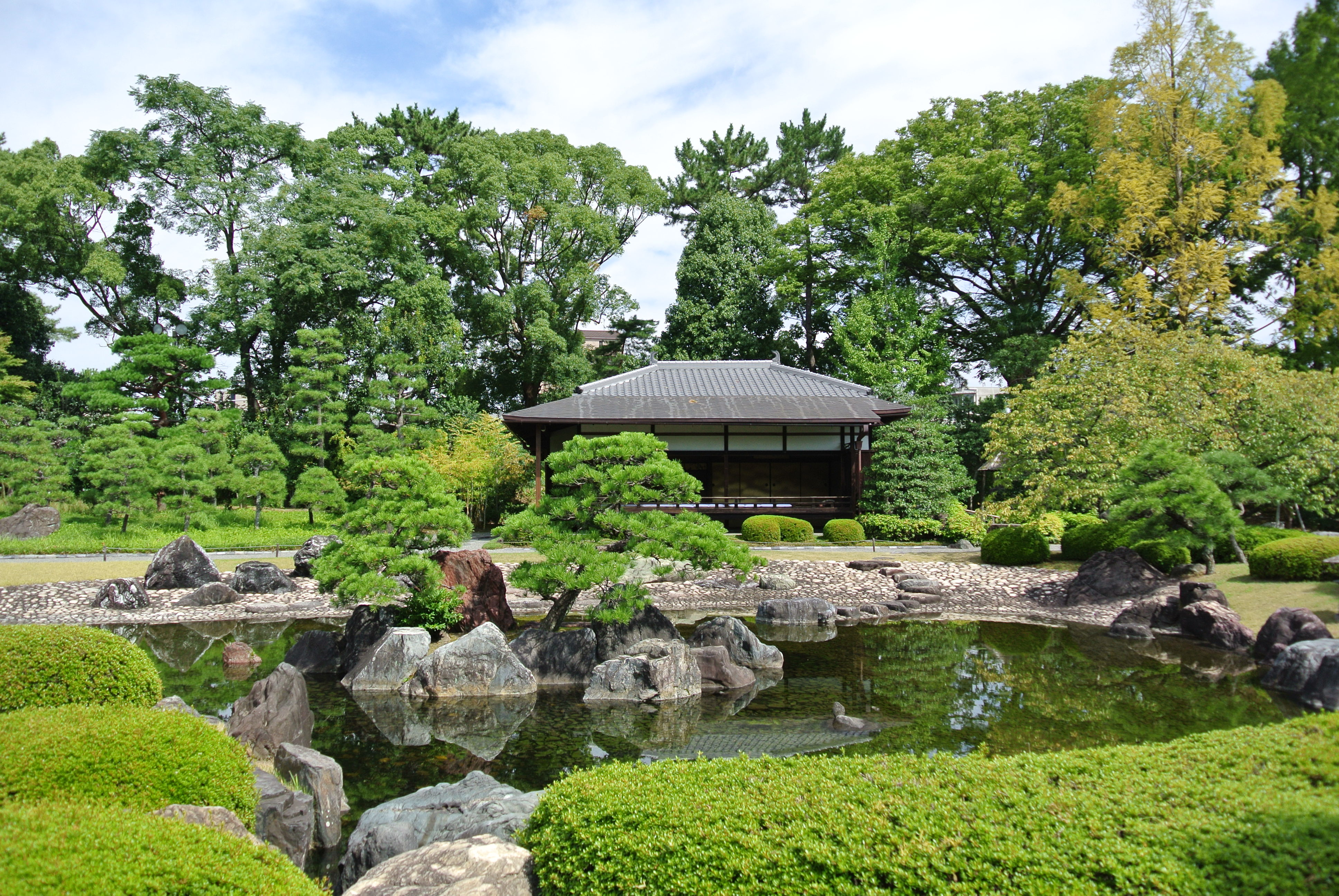
Ogrody zamkowe
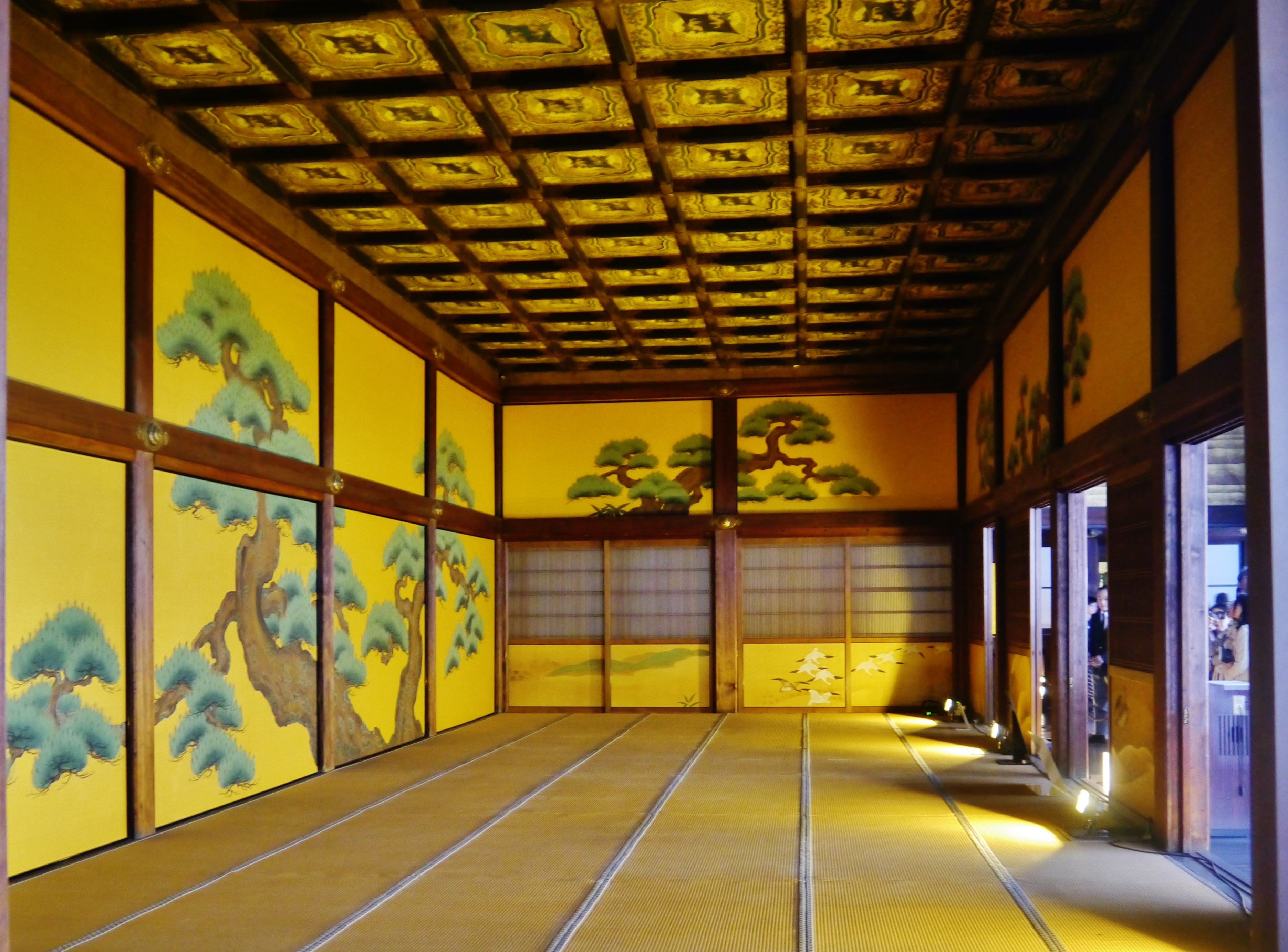
Jedna z sal w Ni-no-maru Goten